# Henry Benson, Baron Benson
Henry Alexander Benson, Baron Benson GBE FCA (* 2. August 1909 in Südafrika; † 5. März 1995) war ein britischer Buchhalter und Wirtschaftsprüfer, der mehrere Jahrzehnte Geschäftsführer der Wirtschaftsprüfungsgesellschaft Coopers & Lybrand war und 1981 als Life Peer aufgrund des Life Peerages Act 1958 Mitglied des House of Lords wurde. Er übte mehr als dreißig Jahre lang großen Einfluss auf die Entwicklung der Berufe von Buchhalter und Wirtschaftsprüfer zu einer Zeit aus, als sich die Zahl der Beschäftigten in diesen Zweigen mehr als verdoppelte und deren Rolle zur Unterstützung von Wirtschaft und Regierung wesentlich anwuchs. Er schuf moderne Untersuchungs-, Beratungs- und Berichtsstrukturen und gehörte zu den ersten, die die Notwendigkeit und Nachfrage von Unternehmens- und Managementberatung erkannte, und schuf Grundlagen für die Entwicklung der internationalen Buchhaltungsstandards.

## Leben

### Familiäre Herkunft, Beginn der beruflichen Tätigkeit und Zweiter Weltkrieg
Benson absolvierte seine schulische Ausbildung in Südafrika, wo sein Vater als Solicitor tätig war. Seine Mutter Florence Mary Cooper war eine Tochter von Francis Cooper, einer von vier Brüder, die 1861 die Buchhaltungsgesellschaft Coopers Brothers gründeten, und eine Nichte von William Cooper, der hierzu bereits 1854 mit seiner Firma W. Cooper die Grundlage schuf. Nach Beendigung seiner Schulausbildung absolvierte er eine Ausbildung zum Buchhalter und Rechnungsprüfer bei Cooper Brothers, die er 1932 mit Auszeichnung abschloss. 1934 wurde er bereits Partner der Firma mit einem Jahresgehalt von 1000 Pfund Sterling und war für diese später in Coopers & Lybrand umbenannte Gesellschaft bis 1975 tätig. Er arbeitete dabei eng mit seinem Onkel D’Arcy Cooper zusammen, der die Firma später verließ, um Vorstandsvorsitzender von Unilever zu werden.
Während des Zweiten Weltkrieges leistete Benson zunächst seinen Militärdienst bei den Grenadier Guards als Wachposten in Windsor Castle und verfasste dabei einen Bericht zur Verbesserung der Kommunikation zwischen den Soldaten. Nach der Beförderung zum Major wechselte er 1942 zu den Special Operations. 1943 wurde er mit der Prüfung der Royal Ordnance Factories betraut, da Buchführung und Controlling dieses Unternehmen, das Waffen, Munition und Sprengstoffe an die drei Teilstreitkräfte lieferte und 400.000 Mitarbeiter beschäftigte, chaotisch war. Innerhalb von zehn Monaten erstellte er eine Neuordnung von Kassenbestand, Lagerbestand, Löhnen und Kostenberechnung. Zuletzt hatte den Brevet-Rang eines Brigadiers. Für seine Verdienste wurde er 1946 zum Commander des Order of the British Empire (CBE) ernannt.

### Nachkriegszeit und Senior Partner von Cooper Brothers
Nach Kriegsende kehrte er zu Cooper Brothers zurück und wurde mit John Pears gemeinsam Senior Partner. Aufgrund der von ihm und Pears, der Leitender Kontrolleur im Versorgungsministerium (Ministry of Supply) gewesen war, gewonnenen Kriegserfahrungen, führten sie neue Dienstleistungen wie Planung, Organisation, Verwaltung und Systematik ein, formalisierten Techniken, um die Qualität bei allen Aspekten ihrer Arbeit sicherzustellen, und veröffentlichte dies in Handbüchern (Manuals). Daneben trieben Benson und Pears aber auch das Wachstum von Cooper Brothers voran: Während es 1945 173 Mitarbeiter in Großbritannien und 66 im Ausland gab, wuchs die Zahl der Mitarbeiter bis zu seinem Ausscheiden 1975 auf 2.207 im Vereinigten Königreich sowie 16.179 im Ausland an, so dass das Unternehmen zu den führenden Wirtschaftsprüfungsgesellschaften der Welt gehörte.
Neben seiner beruflichen Tätigkeit erhielt Benson zahlreiche öffentliche Aufträge, wie zum Beispiel bei der Untersuchung des mit Steuermitteln in Tanganjika geförderten, verlustreichen Erdnusspflanzprojekts (Tanganyika Groundnut Scheme) vor dem Ausschuss für öffentliche Konten (Public Accounts Committee) 1951. In den 1950er Jahren trug er wesentliche Teile zu dem nach Alexander Fleck benannten Fleck Report zur Umorganisation der Nationalen Kohleverwaltung NCB (National Coal Board) bei und leitete ähnliche Untersuchungen auch für die Eisen- und Stahlindustrie sowie das Verteidigungsministerium. 
Daneben engagierte sich Benson maßgeblich für das Institute of Chartered Accountants in England and Wales (ICAEW) und war zwischen 1956 und 1975 Mitglied des Beirates sowie von 1966 bis 1967 dessen Präsident. Zum 1. Januar 1964 wurde er zum Knight Bachelor geschlagen und führte fortan den Namenszusatz „Sir“. Des Weiteren war er Berater des National Trust, eine Organisation zur Förderung von Kultur- und Umweltbelangen, sowie von Pferderennorganisationen. 1965 war er in führender Funktion an der Gründung der Confederation of British Industry (CBI) beteiligt, Großbritanniens größte Wirtschaftsorganisation.

### Berater der Bank of England
Als es zu Beginn der 1970er Jahre wegen der Entwicklung des Strahltriebwerks Rolls-Royce RB211 zu finanziellen Schwierigkeiten und schließlich am 4. Februar 1971 zur Insolvenz von Rolls-Royce kam, gehörte Benson zu den Beratern der Regierung von Premierminister Edward Heath und wurde vom Handelsministerium (Board of Trade) auch mit Untersuchung der Insolvenz des Rasierapparateherstellers Rolls Razor beauftragt. 
Zum 1. Januar 1971 wurde ihm schließlich das zum Knight Grand Cross des Order of the British Empire (GBE) geschlagen. Während seiner Tätigkeit für das ICAEW trug er in Zusammenarbeit mit dem Canadian Institute of Chartered Accountants und dem US Institute of Chartered Accountants in führender Position zur Gründung des Internationalen Ausschusses für Buchhaltungsstandards (International Accounting Standards Committee) bei und war zwischen 1973 und 1975 erster Vorsitzender dieses wichtigen Ausschusses.
Nach Beendigung seiner beruflichen Tätigkeit bei Coopers & Lybrand fungierte Benson zwischen 1975 und 1983 als Berater des Gouverneurs der Bank of England, Gordon Richardson. Die Arbeit jener Zeit war geprägt von den wirtschaftlichen Belastungen und Anpassungsmaßnahmen in der britischen Wirtschaft aufgrund der Nachwirkungen der Ersten Ölkrise 1973 sowie der Situation des Pfund Sterling während der Rezession Ende der 1970er und Anfang der 1980er Jahre. Dabei lag die Herausforderung insbesondere darin, dass die Bank of England ohne weitere öffentliche Mittel Aktionäre von Unternehmen schützen sollte, während diese Unternehmen vorrangig Kredite an Banken und andere Geldgeber zurückzahlen sollten. Die Förderung von Rationalisierungsmaßnahmen stand dabei genauso im Vordergrund wie die Unterstützung der Effizienzsteigerung des Vorstandes der Bank.

### Vorsitzender der Royal Commission on Legal Services
Daneben wurde er am 30. Juli 1976 Vorsitzender der Königlichen Kommission für Rechtsdienstleistungen (Royal Commission on Legal Services) und bekleidete diese Funktion bis 1979. Dieser Kommission gehörten unter anderem Sydney Templeman, Baron Templeman, und Ralf Dahrendorf als weitere Mitglieder an.
Der Abschlussbericht der Kommission führte zur Forderung der Vereinigung der beiden juristischen Berufsgruppen der Barristers und Solicitors sowie zu einer Verbesserung der Organisation juristischer Berufe wie zum Beispiel durch die Gründung eines Rates für Rechtsdienstleistungen (Council of Legal Services), um juristische Praktiken unter die Aufsicht und Beratung des Lordkanzlers zu stellen. Ferner wurde die Berücksichtigung der Rechtszentren und Bürgerberatungsbüros bei den Rechtsdienstleistungen verlangt. Des Weiteren trat Benson in dem Abschlussbericht dafür ein, statt der Institutionen des Rechtsanwaltsrates (Bar Council) und der Anwaltskammern (Inns of Court) eine einheitliche starke Organisation für den Anwaltsstand zu gründen, um auch die Chancengleichheit und die Übertragungsmöglichkeiten von Fällen zu verbessern.
Nach einer mehrjährigen Überprüfung der Vorschläge wurden diese durch die Regierung jedoch weitgehend abgelehnt. Die Law Society, die Interessenvertretung der Solicitors, setzte sich gegen die Einführung zugelassener Notare (Licensed Conveyancer) ein, während die Interessenorganisation der Barristers, die Inns of Court, wiederum gegen eine Stärkung des Bar Council eintrat. Als es 1987 zur Auflösung des Senate of the Inns of Court and the Bar, die 1974 eingeführte Dachorganisation der Inns of Court und Bar Council, kam, dankte ihm der Vorsitzende des Bar Council, da dieser aufgrund der Forderungen im Bericht der Royal Commission on Legal Services eine Stärkung seiner Position erfuhr.
Benson setzte sich auch für eine Verbesserung der Qualität von Aufsichtsräten ein und war 1981 maßgeblich an der Gründung von Proned beteiligt, eine Agentur zur Förderung von Aufsichtsräten (Agency for the Promotion of Non-Executive Directors).

### Mitglied des House of Lords
Durch ein Letters Patent vom 2. Februar 1981 wurde Benson aufgrund des Life Peerages Act 1958 als Life Peer mit dem Titel Baron Benson, of Drovers in the County of West Sussex, in den Adelsstand erhoben und gehörte bis zu seinem Tod dem House of Lords als Mitglied an. 
Seine offizielle Einführung (House of Lords) erfolgte am 11. Februar 1981 mit Unterstützung durch Roger Chorley, 2. Baron Chorley, und Denis Greenhill, Baron Greenhill of Harrow.